# Фу Пи
Фу Пи (кит. 苻丕, пиньинь Fú Pī, ?-386), взрослое имя Юншу (кит. 永叔, пиньинь Yǒngshū) — правитель государства Ранняя Цинь с посмертным именем Айпин-ди (哀平帝).

## Биография
Фу Пи был старшим сыном Фу Цзяня. Он впервые упоминается в исторических документах в 357 году, когда его отец сверг Фу Шэна и занял трон сам, провозгласив себя «небесным князем Великой Цинь», а Фу Пи дал титул «Чанлэского гуна» (長樂公).
В 378 году Фу Цзянь доверил Фу Пи большую армию и отправил его на город Сянъян, принадлежавший империи Цзинь. По совету генерал Гоу Чана Фу Пи не стал атаковать город, а перерезал пути снабжения, чтобы вынудить город сдаться. Однако Фу Цзянь, желавший взятия города, прислал ему на Новый год меч с указанием, что если к весне город не будет взят — он должен убить себя этим мечом. Фу Пи пришлось брать город штурмом.
В 380 году Фу Цзянь отозвал в столицу Чанъань своего младшего брата Фу Жуна, который правил восточной частью страны (бывшими землями государства Ранняя Янь) и поставил его во главе правительства, а вместо него во главе восточных земель поставил Фу Пи, который в результате переехал в Ечэн и не участвовал в битве на реке Фэй, в которой циньская армия была разгромлена войсками Цзинь. В 383 году туда же прибыл Мужун Чуй, уже задумавший восстание и восстановление сяньбийского государства. Весной 383 года Мужун Чуй провозгласил себя правителем государства Янь и атаковал Ечэн. Фу Пи удалось защитить город, однако многие другие города в долине Хуанхэ признали власть Мужун Чуя, в результае чего Ечэн оказался изолированным. Так как центральная часть империи сама находилась под ударом войск Поздней Цинь и Западной Янь, надежды на помощь не было. В конце 384 года Мужун Чуй ненадолго снял осаду, но Ечэн тут же был атакован цзиньскими войсками. Фу Пи попытался заключить с ними мир, но тем временем вернулся Мужун Чуй и разбил цзиньцев. В 385 году Фу Пи покинул Ечэн и направился на северо-запад, в Цзиньян, где и узнал о том, что его отец Фу Цзянь был убит правителем Поздней Цинь Яо Чаном. После этого Фу Пи провозгласил себя новым правителем Ранней Цинь.
Фу Пи попытался консолидировать свою власть, которая в основном распространялась на территорию современной провинции Шаньси (хотя и в других местах имелось много анклавов, сохранявших верность Ранней Цинь). Ван Юн — глава правительства — издал прокламацию, призывающую всех, оставшихся верными, быть готовыми собраться зимой 386 года в Линьцзине. Однако осень 386 года западнояньский правитель Мужун Юн, чьи люди покинули Гуаньчжун и двигались на восток к своим родным землям, потребовал, чтобы Фу Пи пропустил их через свою территорию. Фу Пи отказался, и его войска были разбиты Мужун Юном. В Цзиньяне ещё оставался его двоюродный брат Фу Цзуань с сильной армией, но Фу Пи, подозревая того в недобрых намерениях, даже не стал возвращаться в Цзиньян, а попытался неожиданно напасть на Лоян, принадлежавший в то время империи Цзинь. Цзиньский генерал Фэн Гай перехватил его по пути и убил в битве. Его наследник попал в плен к цзиньцам, и поэтому новым правителем Ранней Цинь провозгласили дальнего родственника Фу Пи — Фу Дэна.